# Santo Antônio (Ijuí)
Santo Antônio é um distrito rural do município brasileiro de Ijuí, no estado do Rio Grande do Sul.